# Bengt Eriksen
Bengt Åge Eriksen (Oslo, 13 marzo 1965) è un ex calciatore norvegese, di ruolo centrocampista.

## Biografia
Anche suo padre, Leif Eriksen, fu un calciatore e allenatore.

## Carriera

### Giocatore

#### Club
Eriksen vestì le maglie di Vålerengen e Strømmen.

### Dopo il ritiro
Dal 25 agosto 1997 al 13 agosto 2000, fu allenatore dello Skeid. Dal 2006 al 6 gennaio 2012, fu opinionista sportivo su TV2.

## Palmarès

### Giocatore

#### Club
- Campionato norvegese: 2

Vålerengen: 1983, 1984